# 데스 스렛
데스 스렛(Death Threat)은 필리핀의 힙합 그룹이다. 이 그룹은 필리핀에서 갱스터 랩의 선구자이며 Gloc-9의 커리어를 시작한 공로를 인정받았다.

## 역사
데스 스렛은 원래 론 "비웨어" 살론가(Ron "Beware" Salonga)와 제럴드 "제네지드" 아셀라하도(Gerald "Genezide" Acelajado)로 구성되었다. 이들의 셀프 타이틀 데뷔 앨범 Death Threat:Gusto Kong Bumaet은 1993년에 발매되었다. 여기에는 도시 거리와 빈민가에서 자란 가난한 필리핀 청소년의 일상을 담은 노래 "Gusto Kong Bumaet (Pero 'Di Ko Magawa)"(의미: 나는 잘 되고 싶지만 그럴 수 없다")이 수록되어 있다. 이는 최초의 필리핀 갱스터 랩 앨범으로 간주되며 골드 인증을 받았다.
3년 후, 더 많은 멤버를 추가했는데, 여기에는 MC 마이클 P. "하이-잭" 레이예스와 로렌스 "오-독" 판가니반이 포함된다. 아리스토텔레스 폴리스코도 합류했다. 이 그룹은 그에게 랩 별칭 "글록-9"를 제안했다. 그는 이를 "글록-9"로 바꾸었다. 두 번째 앨범인 Death Threat: Wanted에는 앤드류 E.의 분신인 푸치와 함께 "Ilibing ng Buhay (Ang Mga Sosyal)"라는 노래가 수록되어 있다. 이 노래는 라디오에서 틀지 않았음에도 불구하고 히트를 쳤다. 또 다른 노래인 "Who's Next?"는 라이벌 래퍼와 라디오 방송국 LA 105.9를 비난하면서 쓰여진 최초의 필리핀 디스 트랙 중 하나로 간주된다. 앨범 자체는 더블 플래티넘 인증을 받았다.

## 음반
- 1993: Death Threat: Gusto Kong Bumaet[5]
- 1995: Death Threat: Wanted[6]
- 1997: Kings of da Undaground[7]
- 1998: Beware: The Return (O.G. Beware)
- 1999: Reincarnation (compilation album)[8]
- 1999: Kasalanan (Genezide)
- 2002: Still Wanted: Da 2nd Chapter
- 2005: Beware: Revenge of tha Undaground
- 2005: Da Best of Death Threat (1993-2003)
- 2014: The Best of Beware (2-disc album)